# Ending Themes (On the Two Deaths of Pain of Salvation)
Ending Themes (On the Two Deaths of Pain of Salvation) è un live e un documentario pubblicato dalla band progressive metal Pain of Salvation ed è stato pubblicato il 3 marzo 2009 sotto forma di doppio DVD. Il primo disco include un documentario della durata di circa 80 minuti riguardante il tour mondiale della band tenutosi nel 2005 e diretto da Per Hillblom; mentre il secondo disco include un concerto intero della band, tenutosi al Paradiso di Amsterdam il 2 marzo 2007. È stata pubblicata anche una limited edition che include oltre a quanto precedentemente indicato lo stesso concerto di Amsterdam inciso anche su un doppio CD. La versione su doppio CD è, peraltro, stata pubblicata anche separatamente ed è intitolata The Second Death of Pain of Salvation.
Questo DVD prende il suo nome dai 2 cambi di formazione che la band ha dovuto affrontare negli precedenti. Il primo capitato alla fine del tour mondiale del 2005 (The First Death Of) che vide coinvolto Kristoffer Gildenlöw che abbandonò la band a causa della troppa lontananza rispetto agli altri membri della band, visto che egli abitata in un luogo diverso. Il secondo cambio di formazione avvenne alla fine del tour mondiale del 2007 (The Second Death Of) e vide coinvolto Johan Langell che abbandonò la band per dedicarsi interamente alla sua famiglia.

## Tracce
Tutte le canzoni ideate da Daniel Gildenlöw, eccetto "Hallelujah" ideata da Leonard Cohen.
DVD1 - The First Death Of
6Worlds/8Days (documentario di 80 minuti sul tour mondiale del 2005 realizzato da Per Hillblom)
DVD2 - The Second Death Of
Touching You Harder: Live From Amsterdam
1. "Scarsick"
2. "America"
3. "Nightmist"
4. "! (Foreword)"
5. "Handful of Nothing"
6. "New Year's Eve"
7. "Ashes"
8. "Undertow"
9. "Brickworks 1 (Parts II-IV)"
10. "Chain Sling"
11. "Diffidentia"
12. "Flame to the Moth"
13. "Disco Queen"
14. "Hallelujah"
15. "Cribcaged"
16. "Used"

## Formazione
- Daniel Gildenlöw - voce, chitarra
- Johan Hallgren - chitarra, cori
- Fredrik Hermansson - tastiere, cori
- Johan Langell - batteria, cori
- Simon Andersson - basso, cori

Membri addizionali presenti nel tour del 2005
- Kristoffer Gildenlöw - basso, cori